# Barrancas
Barrancas – miasto w Kolumbii, w departamencie La Guajira. Według spisu ludności z 30 czerwca 2018 roku miasto liczyło 15 818 mieszkańców. 

## Urodzeni w Barrancas
- Luis Díaz, piłkarz[2]